# NGC 4069
NGC 4069 ist eine linsenförmige Galaxie vom Hubble-Typ S0 im Sternbild Haar der Berenike am Nordsternhimmel. Sie ist schätzungsweise 340 Millionen Lichtjahre von der Milchstraße entfernt.
Das Objekt wurde am 27. April 1785 vom deutsch-britischen Astronomen Wilhelm Herschel entdeckt. Jedoch gibt es Zweifel, ob die Identifizierung von PGC 38166 als NGC 4069 im überarbeiteten RNGC korrekt ist, weil die Galaxie nur der falschen Position am nächsten kommt und keine NGC-Nummer hat. Für diesen Eintrag sollte die korrekte Identifizierung von NGC 4069 eher als "verloren gelten oder nicht vorhanden" sein.